# دورجنبی (فیلم)
دورجنبی (انگلیسی: Psychokinesis) یک فیلم به کارگردانی یان سنگ-هو است که در سال ۲۰۱۸ منتشر شد. از بازیگران آن می‌توان به شیم یون کیانگ و پارک جونگ مین اشاره کرد.